# Mistrovství Československa v lyžařském orientačním běhu 1992
21. ročník Mistrovství Československa v lyžařském orientačním běhu proběhl v roce 1992 naposledy z důvodu zániku Československa a vzniku dvou samostatných nástupnických států.
Závody proběhly v jedné individuální a jedné týmové disciplíně během předposledního únorového víkendu s centrem u chaty Šajtava ve Zdobnici v Orlických horách v nadmořské výšce 750–870 m n. m.

## Mistrovství ČSFR jednotlivců
| Datum závodu   | 22. 2. 1992 |  | Místo konání    | Zdobnice • aréna |  | Pořadatel       | OOB TJ Baník Vamberk |
| Ředitel závodu |             |  | Hlavní rozhodčí |                  |  | Stavitel tratí  |                      |
| Název mapy     | Šajtava     |  | Web závodu      |                  |  | Výsledky závodu |                      |

| Zkrácené výsledky | Zkrácené výsledky       | Zkrácené výsledky                         | Zkrácené výsledky       | Zkrácené výsledky       | Zkrácené výsledky | Zkrácené výsledky       | Zkrácené výsledky                    | Zkrácené výsledky       | Zkrácené výsledky       |
| Pořadí            | H21 - muži              | H21 - muži                                | H21 - muži              | H21 - muži              | Pořadí            | D21 - ženy              | D21 - ženy                           | D21 - ženy              | D21 - ženy              |
| ----------------- | ----------------------- | ----------------------------------------- | ----------------------- | ----------------------- | ----------------- | ----------------------- | ------------------------------------ | ----------------------- | ----------------------- |
| Zlatá medaile     | Jan Pecka               | Slavia Liberec orienteering               | 1:20:20                 |                         | Zlatá medaile     | Helena Fejfarová        | USK Praha                            | 1:00:20                 |                         |
| Stříbrná medaile  | Zdeněk Zuzánek          | Elitex Jablonec nad Nisou                 | 1:22:00                 | +1:40                   | Stříbrná medaile  | Jana Cieslarová         | TJ TŽ Třinec                         | 1:02:10                 | +1:50                   |
| Bronzová medaile  | Petr Mareček            | TJ Nové Město na Moravě                   | 1:25:40                 | +5:20                   | Bronzová medaile  | Marcela Kubatková       | TJ TŽ Třinec                         | 1:04:08                 | +3:48                   |
| 4                 | Martin Sklenář          | Slavia Liberec orienteering               | 1:26:45                 | +6:25                   | 4                 | Markéta Novotná         | Slavia Liberec orienteering          | 1:04:46                 | +4:26                   |
| 5                 | Jan Janíček             | TJ Švýcárna                               | 1:28:45                 | +8:25                   | 5                 | Mária Paráková          | Iskra Smrečina Banská Bystrica       | 1:07:49                 | +7:29                   |
| 6                 | Milan Venhoda           | SK Orientační sporty Nové Město na Moravě | 1:29:50                 | +9:30                   | 6                 | Iva Hamáčková           | OK Jilemnice                         | 1:07:56                 | +7:36                   |
| 7                 | Richard Klech           | SKOB Horní Benešov                        | 1:30:25                 | +10:05                  | 7                 | Martina Kotriová        | TJ Slávia Ekonóm UMB Banská Bystrica | 1:08:21                 | +8:01                   |
| 8                 | Tomáš Honzík            | VSK Mendelu Brno                          | 1:31:09                 | +10:49                  | 8                 | Mária Honzová           | TJ TŽ Třinec                         | 1:10:49                 | +10:29                  |
| 9                 | Martin Würz             | Elitex Jablonec nad Nisou                 | 1:31:21                 | +11:01                  | 9                 | Kristýna Šimůnková      | USK Praha                            | 1:11:08                 | +10:48                  |
| 9                 | Jiří Schindler          | Elitex Jablonec nad Nisou                 | 1:31:21                 | +11:01                  | 10                | Jindra Pavelková        | Orientační Běh Opava                 | 1:12:08                 | +11:48                  |
| Pořadí            | H19 - junioři           | H19 - junioři                             | H19 - junioři           | H19 - junioři           | Pořadí            | D19 - juniorky          | D19 - juniorky                       | D19 - juniorky          | D19 - juniorky          |
| Zlatá medaile     | Aleš Drahoňovský        | OOB TJ Turnov                             | 1:00:18                 |                         | Zlatá medaile     | Hana Doleželová         | TJ TŽ Třinec                         | 1:09:20                 |                         |
| Stříbrná medaile  | Martin Zlesák           | VŠTJ Ekonom Praha                         | 1:01:32                 | +1:14                   | Stříbrná medaile  | Kateřina Kastnerová     | TJ Sokol Kostelec na Hané            | 1:11:45                 | +2:25                   |
| Bronzová medaile  | Vít Turek               | Slavia Liberec orienteering               | 1:04:12                 | +3:54                   | Bronzová medaile  | Kateřina Gandelová      | KOS TJ Tesla Brno                    | 1:18:06                 | +8:46                   |
| Pořadí            | H17 - starší dorostenci | H17 - starší dorostenci                   | H17 - starší dorostenci | H17 - starší dorostenci | Pořadí            | D17 - starší dorostenky | D17 - starší dorostenky              | D17 - starší dorostenky | D17 - starší dorostenky |
| Zlatá medaile     | Václav Zakouřil         | OOB TJ Turnov                             | 49:57                   |                         | Zlatá medaile     | Helena Novotná          | OOS TJ Spartak Vrchlabí              | 49:47                   |                         |
| Stříbrná medaile  | Tomáš Zakouřil          | OOB TJ Turnov                             | 51:14                   | +1:17                   | Stříbrná medaile  | Lenka Hauferová         | Elitex Jablonec nad Nisou            | 50:16                   | +0:29                   |
| Bronzová medaile  | Miroslav Seidl          | Elitex Jablonec nad Nisou                 | 53:59                   | +4:02                   | Bronzová medaile  | Iva Navrátilová         | OK 99 Hradec Králové                 | 51:45                   | +1:58                   |
| Pořadí            | H15 - mladší dorostenci | H15 - mladší dorostenci                   | H15 - mladší dorostenci | H15 - mladší dorostenci | Pořadí            | D15 - mladší dorostenky | D15 - mladší dorostenky              | D15 - mladší dorostenky | D15 - mladší dorostenky |
| Zlatá medaile     | Ondřej Vodrážka         | KOS Slavia Plzeň                          | 42:33                   |                         | Zlatá medaile     | Tereza Kuchařová        | VSK ČVUT Fakulta Stavební Praha      | 36:15                   |                         |
| Stříbrná medaile  | Zdeněk Mlynář           | Sportovní klub ve Vrbně pod Pradědem      | 44:35                   | +2:02                   | Stříbrná medaile  | Hana Ryglová            | OK 99 Hradec Králové                 | 37:20                   | +1:05                   |
| Bronzová medaile  | Jakub Vodrážka          | KOS Slavia Plzeň                          | 45:51                   | +3:18                   | Bronzová medaile  | Olga Skarková           | TJ TŽ Třinec                         | 38:41                   | +2:26                   |

Souhrnné informace naleznete v článku Mistrovství Československa v lyžařském orientačním běhu jednotlivců.

## Mistrovství ČSFR štafet
| Datum závodu   | 23. 2. 1992 |  | Místo konání    | Zdobnice • aréna |  | Pořadatel       | OOB TJ Baník Vamberk |
| Ředitel závodu |             |  | Hlavní rozhodčí |                  |  | Stavitel tratí  |                      |
| Název mapy     | Šajtava     |  | Web závodu      |                  |  | Výsledky závodu |                      |

| Zlatá medaile    | VSK Slavia Liberec Martin Sklenář Vít Turek Jan Pecka               | 2:38:47          |                  | Zlatá medaile    | TJ TŽ Třinec Mária Honzová Marcela Kubatková Jana Cieslarová                         | 2:50:42          |                  |
| Stříbrná medaile | Elitex Jablonec nad Nisou Miroslav Seidl Martin Würz Zdeněk Zuzánek | 2:40:48          | +2:01            | Stříbrná medaile | VSK Slavia Liberec Ivana Tišerová Jana Kovářová Markéta Novotná                      | 3:04:51          | +14:09           |
| Bronzová medaile | USK Praha Petr Kozák Vít Pospíšil Petr Bořánek                      | 2:41:53          | +3:06            | Bronzová medaile | TJ Slávia Ekonóm UMB Banská Bystrica Martina Kotryová Regina Piecková Mária Paráková | 3:07:58          | +17:16           |
| 4                | TJ Nové Město na Moravě Milan Venhoda Josef Mareček Petr Mareček    | 2:45:02          | +6:15            | 4                | Elitex Jablonec nad Nisou Věra Pecková Jiřina Kuncová Lenka Hauferová                | 3:16:52          | +26:10           |
| 5                | Elitex Jablonec nad Nisou Arno Fišera Jiří Schindler Radovan Kunc   | 2:48:56          | +10:09           | 5                | VSK VŠZ Brno Eva Kotounová Ivana Kotounová Ludmila Vřešťálová                        | 3:24:06          | +33:24           |
| Pořadí           | H17 - dorostenci                                                    | H17 - dorostenci | H17 - dorostenci | Pořadí           | D17 - dorostenky                                                                     | D17 - dorostenky | D17 - dorostenky |
| Zlatá medaile    | OOB TJ Turnov Petr Kvapil Tomáš Zakouřil Václav Zakouřil            | 2:18:15          |                  | Zlatá medaile    | SKP Hradec Králové Hana Ryglová Iva Navrátilová Renata Ščerbaková                    | 2:17:10          |                  |
| Stříbrná medaile | Spartak Jihlava Jan Lauerman David Kristinus Jan Boudný             | 2:33:04          | +14:49           | Stříbrná medaile | OK Jilemnice Gabriela Chadimová Lenka Rázková Jana Špicarová                         | 2:22:59          | +5:49            |
| Bronzová medaile | VSK Slavia Plzeň Ondřej Vodrážka Jaroslav Křenek Jakub Vodrážka     | 2:39:59          | +21:44           | Bronzová medaile | TJ TŽ Třinec Olga Skarková Kateřina Heczková Jitka Drabinová                         | 2:44:54          | +27:44           |

Souhrnné informace naleznete v článku Mistrovství Československa v lyžařském orientačním běhu štafet.